# Colonia los Arcos
Colonia los Arcos är en ort i Mexiko.   Den ligger i kommunen Puente de Ixtla och delstaten Morelos, i den sydöstra delen av landet, 90 km söder om huvudstaden Mexico City. Colonia los Arcos ligger 943 meter över havet och antalet invånare är 258.
Terrängen runt Colonia los Arcos är platt åt sydost, men åt nordväst är den kuperad. Runt Colonia los Arcos är det ganska tätbefolkat, med 214 invånare per kvadratkilometer. Närmaste större samhälle är Puente de Ixtla, 3,4 km söder om Colonia los Arcos. Omgivningarna runt Colonia los Arcos är en mosaik av jordbruksmark och naturlig växtlighet.